# リアス・アーク美術館
リアス・アーク美術館（リアス・アークびじゅつかん）は宮城県気仙沼市にある美術館。日本建築学会賞作品賞受賞。

## 概要
宮城県が、県土の均衡ある発展を図り「地域文化創造プロジェクト事業」の中核施設として整備し、2004年（平成16年）5月に、管理運営者である気仙沼・本吉地域広域行政事務組合へ無償譲与した。建物内部は総3階建てで屋上庭園を有し、総面積は4601.22平方メートルである。早稲田大学の石山修武が設計し、「1995年日本建築学会賞」を受賞した。「リアス」は地理用語のリアス式海岸、「アーク」は旧約聖書の洪水伝説に登場する方舟、に拠る。

## 展示
- 東日本大震災の記憶と津波の災害史

2013年4月3日から常設。展示資料は、当館学芸員が被災現場で撮影した写真203点、同様に収集した被災物155点、歴史資料等137点。明治29年と昭和8年の三陸大津波、昭和35年のチリ地震津波に関する資料。
- 歴史･民俗資料

縄文時代から現代までの漁撈を中心とする、リアス海岸地域の歴史や様々な習俗、生活文化。
- 美術作品

## 現地情報

### 所在地
- 宮城県気仙沼市赤岩牧沢138-5

### 利用情報
- 開館時間 9:30 - 17:00
- 休館日 月・火・祝日の翌日(土日を除く)

### 交通アクセス
- 三陸沿岸道路気仙沼中央インターチェンジから車8分
- 駐車場 – 50台